# Movimento harmônico complexo
Um movimento harmônico complexo é um movimento de superposição linear de movimentos harmônicos simples. Ainda que um movimento harmônico simples seja sempre periódico, um movimento harmônico complexo não necessariamente é periódico, ainda que se possa ser analisado mediante análise harmónica de Fourier. Um movimento harmônico complexo é periódico só se é a combinação de movimentos harmônicos simples cujas frequências são todas múltiplos racionais de uma frequência base.